# Кампанія (сукупність заходів)
Кампа́нія (лат. campania — рівнина, від лат. campus — «поле», фр. Campagne — похід, робота (у полі)) — сукупність спланованих, організованих та скоординованих заходів, що проводяться протягом певного обмеженого часу, щоб домогтися взаємодії для досягнення певної мети.
Термін часто використовується в галузі зв'язків з громадськістю (прес-кампанія, кампанія в ЗМІ, PR кампанія, рекламна кампанія, наклепницька кампанія), а також у багатьох інших областях (наприклад, посівна кампанія, збиральна кампанія, антиалкогольна кампанія, передвиборча кампанія.